# Laura Feiersinger
Laura Feiersinger (Saalfelden, Austria; 5 de abril de 1993) es una futbolista austriaca. Juega como centrocampista y su equipo actual es la 1. FC Colonia de la Bundesliga Femenina de Alemania. Es internacional con la selección de Austria.

## Clubes
| Club             | País     | Año         |
| ---------------- | -------- | ----------- |
| USK Hof          | Austria  | 2008 - 2010 |
| Herforder SV     | Austria  | 2010 - 2011 |
| Bayern de Múnich | Alemania | 2011 - 2016 |
| SC Sand          | Alemania | 2016 - 2018 |
| 1. FFC Fráncfort | Alemania | 2018 - 2023 |
| AS Roma          | Italia   | 2023 - 2024 |
| 1. FC Colonia    | Alemania | 2024 - Act. |

## Títulos

### Campeonatos nacionales
| Título              | Equipo           | Sede     | Año  |
| ------------------- | ---------------- | -------- | ---- |
| Copa de Alemania    | Bayern de Múnich | Alemania | 2012 |
| Bundesliga Femenina | Bayern de Múnich | Alemania | 2015 |
| Bundesliga Femenina | Bayern de Múnich | Alemania | 2016 |

### Campeonatos internacionales
| Título         | Equipo               | Sede   | Año  |
| -------------- | -------------------- | ------ | ---- |
| Copa de Chipre | Selección de Austria | Chipre | 2016 |